# Gabriel Rasch
Ole Gabriel Rasch (nascido em 8 de abril de 1976) é um ex-ciclista norueguês que representou seu país, Noruega, nos Jogos Olímpicos de Verão de 2008 em Pequim, no entanto, ele não terminou a corrida em estrada.